# Самоковско шосе
„Самоковско шосе“ е улица в София (в квартал Горубляне от район Младост) и селата Панчарево и Кокаляне от район Панчарево.
Нареченa е на основния път (с официално име Републикански път II-82 от Републиканската пътна мрежа на България) от столицата до Самоков, който преминава през Боровец и достига до Костенец.
Започва от бул. „Цариградско шосе“, минава през столичния квартал Горубляне и пресича Околовръстния път на София. Продължава на територията на район Панчарево, до края на село Кокаляне, като в този участък (5,4 км.) се дублира с Републикански път II-82.

## Обекти
На Самоковско шосе или в неговия район се намират следните обекти (от север на юг).
Район Младост
- 23 ЦДГ „Шарл Перо“
- 82 ОУ „Васил Априлов“
- кметство и РПУ, кв. „Горубляне“
- читалище „Васил Левски“

Район Панчарево
- Панчаревски минерален извор
- 66 ОДЗ „Елица“
- 83 ОУ „Елин Пелин“
- Национална гребна база „Средец“
- читалище „Виделина“ и администрация на район „Панчарево“
- зона за отдих Панчаревско езеро